# イラク統治評議会
イラク統治評議会（アラビア語：مَجْلِس الحُكْمِ العِرَاقِيّ, マジュリス=ル=フクム=ル=イラーキー）は、2003年の対米戦争後のイラクの暫定統治を行ったイラク人による初の機関。アメリカ軍の占領下において、2004年に新政府が樹立されるまでの統治や大臣・大使の任命、新憲法制定などを行った。

## 概要
ヒエラルキー上は連合国暫定当局（CPA）の下部組織にあたり、CPAの指示・指導に基づき、立法と行政を行う。形式的には、立法権・行政権があるとされるが、事実上、新政府が樹立されるまでの間の連合軍（実質米軍）による間接統治の形態といえる。
メンバーはイラクの反サッダーム・フセイン体制派であったさまざまな民族・宗派からなる25名の代表から組織された。イスラム教シーア派のアラブ人13名が過半数を占めるが、少数派のスンナ派アラブ人5名・クルド人5名・トルクメン人1名・キリスト教徒のアッシリア人1名も含まれる。

## できごと
- 2003年3月19日　対米戦争勃発、翌日地上軍侵攻。
- 2003年4月9日　フセイン政権が崩壊。
- 2003年5月　連合国暫定当局（CPA）が発足。
- 2003年7月13日　統治評議会の最初の会合。旧フセイン政権が崩壊した4月9日を国民の休日と決定。
- 2003年7月30日　統治評議会初代議長に、ダアワ党のイブラーヒーム・アル＝ジャアファリー代表が選出される（議長は評議員9名による1ヵ月ごとの輪番制）。
- 2003年9月1日　暫定内閣樹立。
- 2003年9月20日　アキーラ・ハーシミー評議員が銃撃を受け重傷。同月25日死亡。
- 2003年12月10日　旧フセイン政権の戦争犯罪を裁くためイラク特別法廷が設置される。
- 2003年12月13日　潜伏中のフセイン元大統領がアメリカ軍によって拘束される。
- 2004年5月17日　イラク統治評議会のアブドゥッザフラ・オスマーン・ムハンマド議長が自爆テロにより暗殺される。
- 2004年5月28日　暫定政権（大統領ガーズィー・ヤーワル）を選出する。
- 2004年6月2日　暫定政権が発足し、統治評議会は解散。

## 関連記事
- イラク
- イラク戦争
- イラク国民会議 INC